# Landtags- und Gemeinderatswahlkreis Hernals
Der Wahlkreis Hernals ist ein Wahlkreis in Wien, der den Wiener Gemeindebezirk Hernals umfasst. Bei den Wiener Gemeinderats- und Bezirksvertretungswahlen 2020 waren im Wahlkreis Hernals 40.213 Personen wahlberechtigt, wobei bei der Wahl die Sozialdemokratische Partei Österreichs (SPÖ) mit 33,21 % als stärkste Partei hervorging.

## Wahlergebnisse
| Landtags- und Gemeinderatswahlen im Wahlkreis Hernals | Landtags- und Gemeinderatswahlen im Wahlkreis Hernals | Landtags- und Gemeinderatswahlen im Wahlkreis Hernals | Landtags- und Gemeinderatswahlen im Wahlkreis Hernals | Landtags- und Gemeinderatswahlen im Wahlkreis Hernals | Landtags- und Gemeinderatswahlen im Wahlkreis Hernals | Landtags- und Gemeinderatswahlen im Wahlkreis Hernals | Landtags- und Gemeinderatswahlen im Wahlkreis Hernals | Landtags- und Gemeinderatswahlen im Wahlkreis Hernals |
| Wahltermin                                            | GM                                                    |                                                       | SPÖ                                                   | ÖVP                                                   | FPÖ                                                   | GRÜNE                                                 | LIF/NEOS                                              | Sonstige                                              |
| ----------------------------------------------------- | ----------------------------------------------------- | ----------------------------------------------------- | ----------------------------------------------------- | ----------------------------------------------------- | ----------------------------------------------------- | ----------------------------------------------------- | ----------------------------------------------------- | ----------------------------------------------------- |
| 8. Oktober 1978                                       |                                                       | Stimmenanteile (%)                                    | 54,40                                                 | 37,27                                                 | 6,66                                                  | –                                                     | –                                                     | 1,66                                                  |
| 8. Oktober 1978                                       | 3                                                     | Grundmandate                                          | 2                                                     | 1                                                     | 0                                                     | –                                                     | –                                                     | 0                                                     |
| 24. April 1983                                        |                                                       | Stimmenanteile (%)                                    | 52,04                                                 | 38,84                                                 | 5,58                                                  | 2,60                                                  | –                                                     | 0,93                                                  |
| 24. April 1983                                        | 3                                                     | Grundmandate                                          | 2                                                     | 1                                                     | 0                                                     | 0                                                     | –                                                     | 0                                                     |
| 18. November 1987                                     |                                                       | Stimmenanteile (%)                                    | 50,40                                                 | 32,56                                                 | 9,94                                                  | 4,80                                                  | –                                                     | 2,31                                                  |
| 18. November 1987                                     | 3                                                     | Grundmandate                                          | 2                                                     | 1                                                     | 0                                                     | 0                                                     | –                                                     | 0                                                     |
| 10. November 1991                                     |                                                       | Stimmenanteile (%)                                    | 42,62                                                 | 20,56                                                 | 24,15                                                 | 10,32                                                 | –                                                     | 2,34                                                  |
| 10. November 1991                                     | 3                                                     | Grundmandate                                          | 1                                                     | 0                                                     | 0                                                     | 0                                                     | –                                                     | 0                                                     |
| 13. Oktober 1996                                      |                                                       | Stimmenanteile (%)                                    | 34,77                                                 | 17,55                                                 | 29,02                                                 | 8,62                                                  | 8,53                                                  | 1,51                                                  |
| 13. Oktober 1996                                      | 3                                                     | Grundmandate                                          | 1                                                     | 0                                                     | 1                                                     | 0                                                     | 0                                                     | 0                                                     |
| 25. März 2001                                         |                                                       | Stimmenanteile (%)                                    | 40,67                                                 | 19,59                                                 | 21,20                                                 | 14,02                                                 | 3,92                                                  | 0,60                                                  |
| 25. März 2001                                         | 3                                                     | Grundmandate                                          | 1                                                     | 0                                                     | 0                                                     | 0                                                     | 0                                                     | 0                                                     |
| 23. Oktober 2005                                      |                                                       | Stimmenanteile (%)                                    | 42,51                                                 | 22,43                                                 | 14,86                                                 | 17,67                                                 | –                                                     | 2,53                                                  |
| 23. Oktober 2005                                      | 3                                                     | Grundmandate                                          | 1                                                     | 0                                                     | 0                                                     | 0                                                     | –                                                     | 0                                                     |
| 10. Oktober 2010                                      |                                                       | Stimmenanteile (%)                                    | 40,47                                                 | 16,65                                                 | 22,42                                                 | 16,71                                                 | 0,91                                                  | 2,84                                                  |
| 10. Oktober 2010                                      | 3                                                     | Grundmandate                                          | 1                                                     | 0                                                     | 0                                                     | 0                                                     | 0                                                     | 0                                                     |
| 11. Oktober 2015                                      |                                                       | Stimmenanteile (%)                                    | 37,74                                                 | 11,00                                                 | 25,94                                                 | 15,69                                                 | 7,48                                                  | 2,16                                                  |
| 11. Oktober 2015                                      | 3                                                     | Grundmandate                                          | 1                                                     | 0                                                     | 1                                                     | 0                                                     | 0                                                     | 0                                                     |
| 11. Oktober 2020                                      |                                                       | Stimmenanteile (%)                                    | 33,21                                                 | 19,71                                                 | 5,56                                                  | 24,28                                                 | 8,28                                                  | 8,96                                                  |
| 11. Oktober 2020                                      | 3                                                     | Grundmandate                                          | 15                                                    | 8                                                     | 2                                                     | 11                                                    | 3                                                     | 1                                                     |